# Royerella argodi
Royerella argodi es una especie de escarabajo del género Royerella, familia Leiodidae. Fue descrita por Fagniez en 1917. Se encuentra en Francia.